# Khadga Prasad Sharma Oli
Pour les articles homonymes, voir Prasad (homonymie) et Sharma.
Khadga Prasad Sharma Oli, couramment désigné sous les appellations raccourcies K.P. Sharma Oli voire K.P. Oli, né le 22 février 1952 à Morang, est un homme d'État népalais, cadre dirigeant du Parti communiste du Népal (marxiste-léniniste unifié) (PCN-MLU) puis du Parti communiste du Népal. Il est Premier ministre du 12 octobre 2015 au 4 août 2016, puis de nouveau du 15 février 2018 au 13 juillet 2021.

## Biographie
Le 30 septembre 1994, il est nommé ministre de l'Intérieur dans le cabinet minoritaire PCN-MLU dirigé par Man Mohan Adhikari et occupe ces fonctions jusqu'à la démission du cabinet, le 12 septembre 1995.
Le 2 mai 2006, il est nommé premier vice-Premier ministre et ministre des Affaires étrangères dans le cabinet dirigé par Girija Prasad Koirala et demeure dans ces fonctions jusqu'à la mise en place du cabinet intérimaire (incluant cinq ministres maoïstes), également dirigé par Girija Prasad Koirala, le 1er juillet 2007.
Il est alors remplacé dans ses anciennes fonctions par Sahana Pradhan, également membre du PCN-MLU.
Le 10 avril 2008, il est battu dans sa circonscription lors de l'élection de l'Assemblée constituante. En revanche, il est élu lors de l'élection de la 2e Assemblée constituante en 2013.
Le 11 octobre 2015, il est élu Premier ministre à la tête d'une fragile coalition. Mis en minorité, il démissionne le 24 juillet 2016,.
Le 15 février 2018, il redevient Premier ministre après la victoire de la coalition de gauche aux élections législatives népalaises de 2017. En mai suivant, les deux partis de la coalition, le PCN-MLU et le PCUN-M, décident de fusionner pour former le PCN qui est alors dirigé par Pushpa Kamal Dahal. Un accord est conclu entre les deux hommes prévoyant qu'ils échangent leurs postes respectifs au bout de deux ans et demi.
Il demande en décembre 2019 le retrait des troupes indiennes stationnant au Népal depuis les années 1960. Le gouvernement du Premier ministre de l'Inde Narendra Modi (droite nationaliste) avait déclenché une crise diplomatique en revendiquant la région de Kalapani, située en territoire népalais.
Le 14 juillet 2024, KP Sharma Oli est nommé  Premier ministre du Népal pour son quatrième mandat, son parti communiste formant une coalition avec le parti du Congrès népalais.

### Crise institutionnelle
Au printemps 2020, les relations entre les pôles marxiste, pro-chinois-maoïste et pro-indien, au sein du PCN se dégradent. Une fraction, menée par Pushpa Kamal Dahal et Madhav Kumar Nepal, accuse le Premier ministre d'échouer à mettre en œuvre ses promesses de campagne et à lutter contre la corruption. Ces désaccords culminent avec le dépôt d'une demande de mise au vote d'une motion de censure pour le 20 décembre 2020. Oli réagit en demandant à la présidente Bidya Devi Bhandari la dissolution de la Chambre des représentants avant que ne puisse être votée la motion, une décision qui provoque de vives critiques au sein de la classe politique népalaise et plusieurs manifestations à son encontre. Le 23 février 2021, la Cour suprême annule la dissolution.
Le 10 mai, il est désavoué par la Chambre (93 voix pour, 124 contre sur un total de 271 députés, la majorité requise étant de 136 voix) et s'apprête à diriger un gouvernement minoritaire tout en contournant la Chambre des représentants. Il est reconduit à son poste le 13 mai par la présidente Bhandari, prête serment le lendemain et dispose de 30 jours pour former un gouvernement et obtenir la confiance des représentants.
Le 12 juillet 2021, la Cour suprême déclare illégale la dissolution du Parlement et ordonne la nomination de Deuba comme Premier ministre en vertu de l'article 76-5 de la Constitution. Ce dernier est désigné par la présidente Bidya Devi Bhandari et prend ses fonctions le 13, ainsi que le poste de ministre des Affaires étrangères.